# 松平昌信
松平 昌信（まつだいら しげのぶ/まさのぶ）は、江戸時代中期の大名。駿河国小島藩の第4代藩主。滝脇松平家11代。官位は従五位下・内匠頭、安房守。

## 略歴
第3代藩主・松平信嵩の長男として小島で誕生。幼名は源之助、箕之助。享保16年（1731年）、父の死により跡を継いだ。
宝暦5年（1755年）、白隠慧鶴を龍津寺に招き維摩会を催した。宝暦9年（1759年）から新たな人材登用や新田開発、賦役強化、支出の削減を中心とした藩政改革を行なうが、年貢を増徴（生籾五分ずり）しようとしたため、明和元年（1764年）の大坂加番中に領内で百姓一揆が起こり、明和2年（1765年）に年貢軽減要求を受け入れ、改革の責任者（用人の石川儀右衛門と郡奉行の佐野勘右衛門）を追放するなどして百姓側の要求を受け入れた。こうして、改革は失敗に終わった。昌信は白隠に帰依し、歴代藩主の中で唯一、龍津寺に墓所がある。
明和8年（1771年）6月27日、44歳で死去し、跡を娘婿で養嗣子の信義が継いだ。法号は静誉円入止観愕伽院。墓所は静岡市清水区の龍津寺。

## 惣百姓一揆
藩政改革による増税により、惣百姓一揆が起きた。以下は資料から作成したその経緯である。
- 宝暦4年（1754年） 領内村々の借金調査の結果、総額7188両余りにのぼっていたことがわかる。
- 宝暦9年（1759年） 藩政改革（年貢増強、御用金の賦課、夫役強化、経済支出の削減）を実施。新役人二名を登用。
- 宝暦12年（1762年） 浜四ヶ村の代表は、江戸の藩邸へ両人の罷免と年貢引き下げを求め嘆願書を提出。
- 宝暦14年/明和元年（1764年） 領民代表が、新役人の罷免・年貢の軽減を寺社奉行に駆け込み訴訟する。昌信が大坂加番中、惣百姓一揆が勃発。昌信は不適切な対応をしたため、5月23日に領民30ヶ村を代表して8ヶ村名主頭組が江戸に赴き伯父松平信岑（紀伊守）方（先代信嵩の実家）、5月28日に惣百姓代表7ヶ村の名主・組頭が江戸に赴き寺社奉行松平忠順（伊賀守）方へ駆け込み訴訟を受けた。訴え出た者たちは小島藩役人によって捕らえられた [注釈 1]。
- 明和2年（1765年） 領民代表らは再度、新役人の罷免・改革中止の嘆願書を藩に提出（明和の惣百姓一揆）。4月、小島藩新役人二人を罷免し、年貢の率を旧来どおりに戻す。

※農民が反対した実質的な年貢の増徴である「生籾五分ずり」とは、生籾は乾燥によって2割ほど干減りするのが通常だが、小島藩の新役人は乾燥することで減る計算を認めなかったため税率はそのままでも実質的に2割の増税となる。ちなみに、藩領の羽高村を例にとると、幕府の天領であった明暦元年（1655年）は約44％の年貢率だったが、松平家の私領となった翌明暦2年（1656年）には52％となり、小島藩の財政改革後の明暦13年（1763年）には税率約65％になっていた。一揆が起きる前の年貢は税率65％＋生籾五分ずりによる2割増しという状況であった。

## 系譜
父母
- 松平信嵩（父）

正室
- 松平忠喬の娘

子女
- 松平信義正室

養子
- 松平昌豊 ー 土屋亮直の子
- 松平信義 ー 堀直堯の次男